# Aulacodes
Aulacodes är ett släkte av fjärilar. Aulacodes ingår i familjen Crambidae.

## Dottertaxa tillAulacodes, i alfabetisk ordning[1]
- Aulacodes acroperalis
- Aulacodes adjunctalis
- Aulacodes adjutrealis
- Aulacodes aechmialis
- Aulacodes argenteopicta
- Aulacodes argentimaculalis
- Aulacodes aulocodoidalis
- Aulacodes aurantipennis
- Aulacodes aureolalis
- Aulacodes bipunctalis
- Aulacodes bosoralis
- Aulacodes brunnealis
- Aulacodes cervinalis
- Aulacodes chrysoxantha
- Aulacodes citronalis
- Aulacodes colonialis
- Aulacodes congallalis
- Aulacodes coniferalis
- Aulacodes convoluta
- Aulacodes crassicornalis
- Aulacodes cyclozonalis
- Aulacodes delicata
- Aulacodes diopsalis
- Aulacodes distincta
- Aulacodes distributa
- Aulacodes dolichoplagia
- Aulacodes endosaris
- Aulacodes fiachnalis
- Aulacodes flavifascialis
- Aulacodes fragmentalis
- Aulacodes fuscicostalis
- Aulacodes gephyrotis
- Aulacodes gibbosalis
- Aulacodes goniophoralis
- Aulacodes gothicalis
- Aulacodes grimbaldalis
- Aulacodes haitalis
- Aulacodes hamalis
- Aulacodes hemithermalis
- Aulacodes heptopis
- Aulacodes hirsuta
- Aulacodes hodevalis
- Aulacodes intensa
- Aulacodes javanalis
- Aulacodes julittalis
- Aulacodes junctiscriptalis
- Aulacodes laminalis
- Aulacodes latifascialis
- Aulacodes longiplagialis
- Aulacodes lunalis
- Aulacodes mediofascialis
- Aulacodes mesoscialis
- Aulacodes metataxalis
- Aulacodes metazonalis
- Aulacodes methodica
- Aulacodes mormodes
- Aulacodes nephelanthopa
- Aulacodes neptopis
- Aulacodes nigriplagialis
- Aulacodes nissenalis
- Aulacodes obliquivitta
- Aulacodes obtusalis
- Aulacodes ochreipicta
- Aulacodes ovomaculalis
- Aulacodes pentopalis
- Aulacodes plicatalis
- Aulacodes plumipedalis
- Aulacodes polydora
- Aulacodes postbasalis
- Aulacodes psyllalis
- Aulacodes pulchralis
- Aulacodes purpurealis
- Aulacodes quadriplagiata
- Aulacodes reductalis
- Aulacodes reversalis
- Aulacodes rufocastanea
- Aulacodes scuthesalis
- Aulacodes semicircularis
- Aulacodes siennata
- Aulacodes similis
- Aulacodes sinensis
- Aulacodes snelleni
- Aulacodes splendens
- Aulacodes stresemanni
- Aulacodes thermichrysia
- Aulacodes tortalis
- Aulacodes traversalis
- Aulacodes trichoceralis
- Aulacodes trichostylalis
- Aulacodes trigonalis
- Aulacodes triplaga
- Aulacodes triplagialis
- Aulacodes tripunctalis
- Aulacodes waigaoalis
- Aulacodes wollastoni